# Kelsang Gyatso
Kelsang Gyatso (também conhecido como Geshe-la) foi um monge budista da tradição Kadampa. Nasceu no Tibete em 1931 e em 1982 se tornou um cidadão britânico naturalizado. Foi ordenado com a idade de oito e em 1976 foi convidado por Lama Thubten Yeshe, um tulku Guelupapa, para ensinar no centro Instituto Institute da Fundação para a Preservação da Tradição Maaiana (FPMT), em Ulverston, Inglaterra. Depois de um rompimento com a FPMT, ele fundou a Nova Tradição Kadampa (NTK) em 1991.
Em 17 de setembro de 2022, Venerável Geshe Kelsang Gyatso Rinpoche, faleceu e mostrou a maneira de passar pacificamente para a luz clara.

## Educação e qualificação
Kelsang Gyatso com a idade de 8 anos foi ordenado no monastério Ngamring Jampling. Mais tarde estudou no monastério Sera, uma das três principais universidades monásticas da escola Guelupa. Ele era um membro do Tsangpa Khangtsen, um dos quinze grêmios naquele monastério.

## Vida na Índia
Depois do êxodo do Tibete em 1959, Kelsang Gyatso permaneceu no local inicial de seu monastério em Buxar. Mais tarde, depois de o primeiro ministro Nehru doou vastas porções de terra no sul da Índia para a comunidade no exílio, o monastério se mudou para o sul. Nessa época, Kelsang Gyatso deixou o monastério em Buxar e foi para Mussoori onde ensinou e se engajou em retiros por 18 anos.

## Viagem para o ocidente
Em 1976 Kelsang Gyatso foi convidado pelos lamas Thubten Yeshe e Thubten Zopa Rinpoche para ensinar no Instituto Manjushri, na época um centro da FPMT na Inglaterra, fundado por Lama Yeshe em 1975. Geshe Kelsang chegou à Inglaterra no final de agosto de 1977.
De acordo com Kay, Kelsang Gyatso "se separou desta organização para desenvolver uma rede paralela própria dele que mais tarde ele unificou e deu uma identidade distinta nomeando-a a NTK". O Instituto Manjushri foi estabelecido em Ulverston e é atualmente chamado de "Manjushri Kadampa Meditation Centre", sendo a sede principal da Nova Kadampa.
De acordo com a publicação Modern Day Kadampas, da Nova Tradição Kadampa:
Geshe Kelsang havia aceitado um convite do escritor e monge cristão Thomas Merton para viver e ensinar em um centro planejado no Canadá, mas depois da morte trágica de Thomas Merton [em 1968] isso não foi mais possível. Geshe Kelsang estava então livre para ir para a Inglaterra, e Lama Yeshe solicitou à Kyabje Trijang Rinpoche para que pedisse à Geshe Kelsang para se tornar o professor residente do centro Manjushri.

### Projeto Internacional dos Templos
Geshe Kelsang tem sido a força diretora por trás da construção dos templos da NTK. Os membros da NTK esperam construir um templo budista em cada importante centro e cidade do mundo. Este projeto é conhecido como Projeto Internacional dos Templos para a Paz Mundial. O primeiro templo foi construído em 1998 no Centro Manjushri em Cúmbria. O segundo templo foi aberto em 2005 em Glen Spey, Nova Iorque. Até agora, esse programa foi implantado em mais de 40 países. No Brasil, o Templo para a Paz Mundial se localiza na cidade de Cabreúva (São Paulo). Em Portugal o templo localiza-se em Sintra no distrito de Lisboa.